# DVD Flick
DVD Flick — программа DVD-авторинга с открытым исходным кодом для Windows, лицензированная под GNU GPL. DVD Flick поддерживает импорт аудиодорожек, видеофайлов и субтитров, подготовку файловой структуры DVD-диска (либо ISO-образа) и запись её на диск.

На официальной сайте DVD Flick заявлено, что он поддерживает 53 медиаконтейнеров, 42 аудиокодека и 72 видеокодека, включая форматы Windows Media, RealMedia, QuickTime, AVI, Flash Video и различные MPEG-совместимые форматы. DVD Flick также поддерживает импорт субтитров в четырех форматах: SubStation Alpha (.ssa/.ass), MicroDVD (.sub), SubRip (.srt) и SubView.

Несмотря на то, что DVD Flick не является видеоредактором, он может читать и интерпретировать AviSynth-скрипты и создавать простые меню. DVD Flick использует FFmpeg для кодирования DVD-видео.
DVD Flick поддерживает прямое копирование DVD-совместимых MPEG-2 видеопотоков, но эта возможность не распространяется на аудиопотоки, то есть, при создании диска аудио будет в любом случае перекодировано.